# Noticias Gráficas
Noticias Gráficas va ser un periòdic argentí fundat a Buenos Aires en 1931 per Jorge Mitre, copropietari de La Nación. Noticias Gráficas presentava com a novetat d'una doble pàgina central il·lustrada. Va ser un dels més notables vespertins argentins per la qualitat de les seves il·lustracions i pel desplegament que tenien a les seves pàgines. En les seves rotatives s'editava el diari Clarín.
Per la seua redacció van passar, entre d'altres, Osvaldo Bayer, César Caminos, Santiago Canduglia, Alejandro Nespral (Secretari de Redacció), Manuel Sofovich, Amical Celaya, Emilio Cortinas, Carlos Esplá Rizo, Rogelio García Lupo, González Carvalho, Jaime Jacobson, Oscar Lanata, Francisco Madrid, Alfredo Parga, Elísio Montaigne, Octavio Palazzolo (fundador de l'Associació de Periodistes), Pedro Orgambide, José Portogalo, Luis Praprotniq, Pablo Suero, Font, Emilio Ramírez, Emilio Rubio, Dolly de Sassi, Raúl Scalabrini Ortiz, Molly Vacciane, Sixto Pondal Ríos, Carlos Olivari, Bernardo Verbitsky, Horacio Verbitsky, Crozzo Zárate, José Barcia y Máximo Siminovich, Armando Bouza. Verbitsky pare feia la secció "Los libros por dentro". El seu fill, va començar a redactar el pronòstic de l'oratge quan va ingressar cap a 1960.